# ヤニック・ジャロ
ヤニック・ドス・サントス・ジャロ（Yannick dos Santos Djaló, 1986年5月5日 - ）は、ギニアビサウ共和国出身のポルトガル代表サッカー選手。ポジションはフォワード。

## 経歴

### クラブ

#### スポルティングCP
ギニアビサウのビサウに生まれたジャロは、スポルティングCPの下部組織を経て、2006年9月16日のFCパソス・デ・フェレイラ戦（ホーム0-1敗北）で後半からトップチームそしてスーペル・リーガ初出場を飾った。途中出場が多いもののリーグ戦で定期的に起用され、またUEFAチャンピオンズリーグ 2006-07にも出場とプロ1季目ながらクラブの戦力として自身の力を示した結果、シーズン中に契約を2013年まで延長した。
2007-08シーズンは度重なる怪我により出場機会は限られていたものの、2008年3月17日のCDナシオナル戦（ホーム4-1勝利）で4ヶ月の怪我から復帰し1得点を挙げると、次節のアソシアサン・ナヴァル・プリメイロ・デ・マイオ（アウェイ4-1勝利）でも1得点、4月6日のSCブラガ戦（ホーム2-0勝利）では2得点を挙げ、3試合4得点と量産し長期の離脱を感じさせない活躍を見せた。さらにFCパソス・デ・フェレイラ戦ではクラブの2位を決定づける決勝点を挙げ、良い形でシーズンを終えた。また、タッサ・デ・ポルトガルでは、ライバルSLベンフィカとの準決勝（5-2勝利）で2得点を記録している。リーグ戦は3季連続の2位に終わったが、このカップ戦では決勝のFCポルト戦に勝利し2連覇を達成した。
2008年8月16日、昨季のリーグ戦王者ポルトとのスーペルタッサ・カンディド・デ・オリベイラで2ゴールを挙げ2連覇達成に導いた。2009-10シーズンは、再び怪我に見舞われた時期もあったが、相手にとって厄介なアタッカーとして活躍し、2010年4月2日のリオ・アヴェFC戦（ホーム5-0）でキャリア初のハットトリックを挙げている。
2010年8月26日、UEFAヨーロッパリーグ 2010-11プレーオフのブレンビーIFとの第1戦（0-2敗北）を落とすも第2戦（3-0勝利）でロスタイムに本戦出場を決定する重要な得点を挙げた。

#### ニースへの移籍失敗
2011年8月31日、移籍市場最終日に移籍金600万ユーロでフランス1部のOGCニースと契約を締結したかに思われたが、FIFAから同移籍は移籍市場終了後に取引が成立したとして無効を言い渡された。これに対し、ニース当局は控訴すると発表。しかし、これもFIFAから認められなかったため、ニースの幹部ジュリアン・フルニエは、今度はスポーツ仲裁裁判所 (CAS) に同件を委ねることを発表。それから2週間後にニースの控訴は棄却されたことで2012年1月までジャロはニースでプレーすることが出来ないことを意味した。CASの判決の翌日にフルニエは、同選手はスポルティングに戻ることになったと、ポルトガルのラジオ局Rádio Renascençaに語った。

#### ベンフィカ
2012年1月31日、自由移籍の身となったジャロはベンフィカと4年半の契約を締結。それからちょうど7ヶ月後の移籍市場最終日にフランス1部のトゥールーズFCへ同2012-13シーズン終了までの期限付き移籍が決定（完全移籍のオプション付き）。
2014年3月10日、メジャーリーグサッカーのサンノゼ・アースクエイクスにレンタル移籍した。
2015年1月26日、ロシア・プレミアリーグのFCモルドヴィア・サランスクへレンタル移籍。同年8月7日にレンタル期間が延長された。

#### ラーチャブリー
2016年2月にスポルティングCPを退団。同月3日、タイ・プレミアリーグのラーチャブリーFCと1年契約を結んだことが発表された。

#### ヴィトーリアFC
2017年8月24日、スーペル・リーガのヴィトーリアFCへ1年契約で移籍した。

### 代表
ポルトガルでプレーすることを選択したジャロは、様々な世代別代表に出場し、2008年のスーペルタッサ・カンディド・デ・オリベイラでの活躍から12日後にカルロス・ケイロス監督の下でA代表に初招集されたが、この時は出番が訪れなかった。
2010年8月下旬、元同僚にして現ポルトのシルヴェストレ・ヴァレラが怪我を負ったことにより代役としてEURO2012予選の2試合へ向けて再招集され、9月3日のキプロス戦（ホーム4-4）で試合残り6分のところでウーゴ・アルメイダに代わり初出場を飾った。

### 私生活
ギニアビサウに生まれながらも人生の大半をポルトガルの首都リスボンで暮らしている。2010年5月、ユーロビジョン・ソング・コンテスト2005に出場した歌手であり女優や司会も務めるポルトガル人のルシアナ・アブレウと結婚し、その後、妻の姓をとり"Yannick Abreu Djaló"としている。2人は2008年に長男、、2011年に長女、2012年に次女を授かっている。しかし2013年12月31日に彼等は離婚した。
スポルティング時代の同僚ナニと仲が良く、ミゲル・ヴェローゾは長男の代父となっている。

## タイトル

### クラブ
スポルティングCP
- タッサ・デ・ポルトガル : 2006-07, 2007-08
- スーペルタッサ・カンディド・デ・オリベイラ : 2007, 2008

SLベンフィカ
- タッサ・ダ・リーガ : 2011-12

### 個人
- スーペル・リーガ月間若手最優秀選手賞 : 2007年3月度